# Konsttjärnen
Konsttjärnen är en sjö i Bräcke kommun i Jämtland och ingår i Ljungans huvudavrinningsområde. Sjön har en area på 0,105 kvadratkilometer och ligger 297,3 meter över havet. Sjön avvattnas av vattendraget Konsttjärnsbäcken.

## Delavrinningsområde
Konsttjärnen ingår i det delavrinningsområde (696615-151962) som SMHI kallar för Mynnar i Hemsjön. Medelhöjden är 323 meter över havet och ytan är 7,15 kvadratkilometer. Det finns inga avrinningsområden uppströms utan avrinningsområdet är högsta punkten. Konsttjärnsbäcken som avvattnar avrinningsområdet har biflödesordning 3, vilket innebär att vattnet flödar genom totalt 3 vattendrag innan det når havet efter 121 kilometer. Avrinningsområdet består mestadels av skog (80 procent). Avrinningsområdet har 0,15 kvadratkilometer vattenytor vilket ger det en sjöprocent på 2,1 procent.